# Fritz Giersch
Fritz Giersch (* 11. April 1915 in Berlin; † 16. Februar 1981 ebenda) war ein deutscher Politiker (CDU).
Fritz Giersch besuchte eine Volksschule und anschließend eine kaufmännische Berufsschule. Er absolvierte eine Eisenbahnfachschule und machte ab 1929 eine kaufmännische Lehre. Er trat dem Windthorstbund bei und wurde Kaufmannsgehilfe. 1932 trat er der Gewerkschaft bei und wurde 1937 Angestellter der Deutschen Reichsbahn. Er wurde von der Wehrmacht eingezogen.
Nach dem Zweiten Weltkrieg arbeitete Giersch wieder bei der Reichsbahn, wurde aber 1948 von der Reichsbahndirektion gemaßregelt, da er im Vorstand der Unabhängigen Gewerkschaftsopposition (UGO) aktiv war. 1949 wurde er hauptamtliches Vorstandsmitglied der Gewerkschaft der Eisenbahner Deutschlands (GdED) und trat ein Jahr später der CDU bei. 1955 wurde Giersch Vorsitzender der GdED in der Bezirksleitung Berlin, gleichzeitig war er auch Mitglied des Vorstands des Deutschen Gewerkschaftsbunds (DGB) Berlin. Bei der Berliner Wahl 1958 wurde er in das Abgeordnetenhaus von Berlin gewählt, dem er bis 1967 angehörte.